# Liste des évêques de Berbérati
Liste des évêques de Berbérati
(Dioecesis Berberatensis)

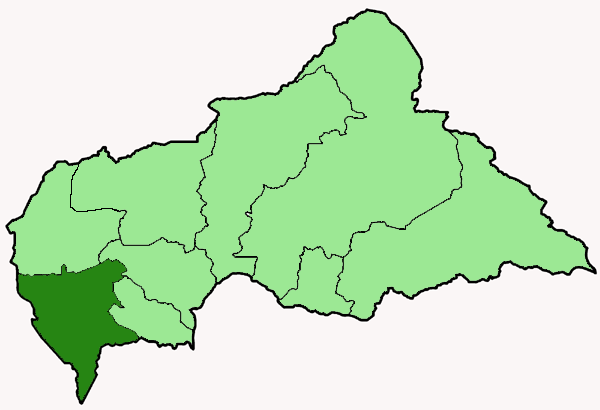
Carte du diocèse catholique de Berberati, en République Centrafricaine. Année 2009.

La préfecture apostolique centrafricaine de Berbérati est créée le 28 mai 1940, par détachement des vicariats apostoliques de Foumban (au Cameroun) et d'Oubangui Chari.
Elle est elle-même érigée en vicariat apostolique le 13 mars 1952.
Enfin, ce dernier est érigé en évêché le 14 septembre 1955.

## Est préfet apostolique
- 28 mars 1941-1952 : Pietro Alcantara da Habas

## Puis est vicaire apostolique
- 13 mars 1952-10 avril 1954 : siège vacant
- 10 avril 1954-14 septembre 1955 : Alphonse Baud (Alphonse Célestin Basile Baud)

## Enfin sont évêques
- 14 septembre 1955-2 juin 1979 : Alphonse Baud (Alphonse Célestin Basile Baud), promu évêque.
- 2 juin 1979-3 octobre 1987 : siège vacant
- 3 octobre 1987-17 juin 1991 : Jérôme Martin (Jérôme Michel Francis Martin)
- 17 juin 1991-17 juin 2010 : Agostino Delfino (Agostino Giuseppe Delfino)
- 17 juin 2010-14 mai 2012 : siège vacant
- depuis le 14 mai 2012 : Dennis Agbenyadzi (Dennis Kofi Agbenyadzi)

## Sources
- L'ANNUAIRE PONTIFICAL, sur le site http://www.catholic-hierarchy.org, à la page